# СПМ (міна)
СПМ (Середня Прилипаюча Міна) — радянська об'єктна міна фугасної дії для ураження неброньованих об'єктів, що містять металеві деталі або компоненти (наприклад: місткостей, трубопроводів, авіатехніки, електрозв'язку та гідроарматури, тощо.) Може також використовуватися під водою і для виведення з ладу суден невеликої водотоннажності.

## Конструкція
Складається з пластмасового корпусу, заряду вибухової речовини, двох дугоподібних магнітів, детонатора уповільненої дії ВЗД-1М або ВСД-20М з запалом МД-5М. Жодних елементів цілісності або самоліквідації в конструкції міни не передбачено, так само як і датчиків цілі.

## Тактико-технічні характеристики
Тип — таймерна об'єктна фугасна: Корпус — пластмаса (бакеліт або фенопласт): Маса, кг — 3,0
Маса ВР (МС), кг — близько 1,0
Габарити, мм — 280 × 115 × 75
Температурний діапазон застосування, град
з підривником ВЗД-1М — −20 °C/+40 ° C
з підривником ВЗД-20М — −50 °C/+60 ° C: Утримувальна сила магнітів, кг — 40-60
Допустима глибина води, м:
з підривником ВЗД-1М — до 60
з підривником ВЗД-20М — до 40
Гарантійний термін зберігання — 10 років